# 69th Regiment Armory
69th Regiment Armory is een gebouw op het adres 68 Lexington Avenue in het New Yorkse stadsdeel Manhattan.
Het historische gebouw werd gebouwd in de periode 1904-1906. Het is nog steeds het onderkomen van de U.S. 69th Infantry Regiment. Daarnaast worden in het gebouw tentoonstellingen gehouden. Legendarisch is de Armory Show in 1913, die wordt gezien als het begin van de moderne kunst in de Verenigde Staten.
Het gebouw is een National Historic Landmark sinds 1996.

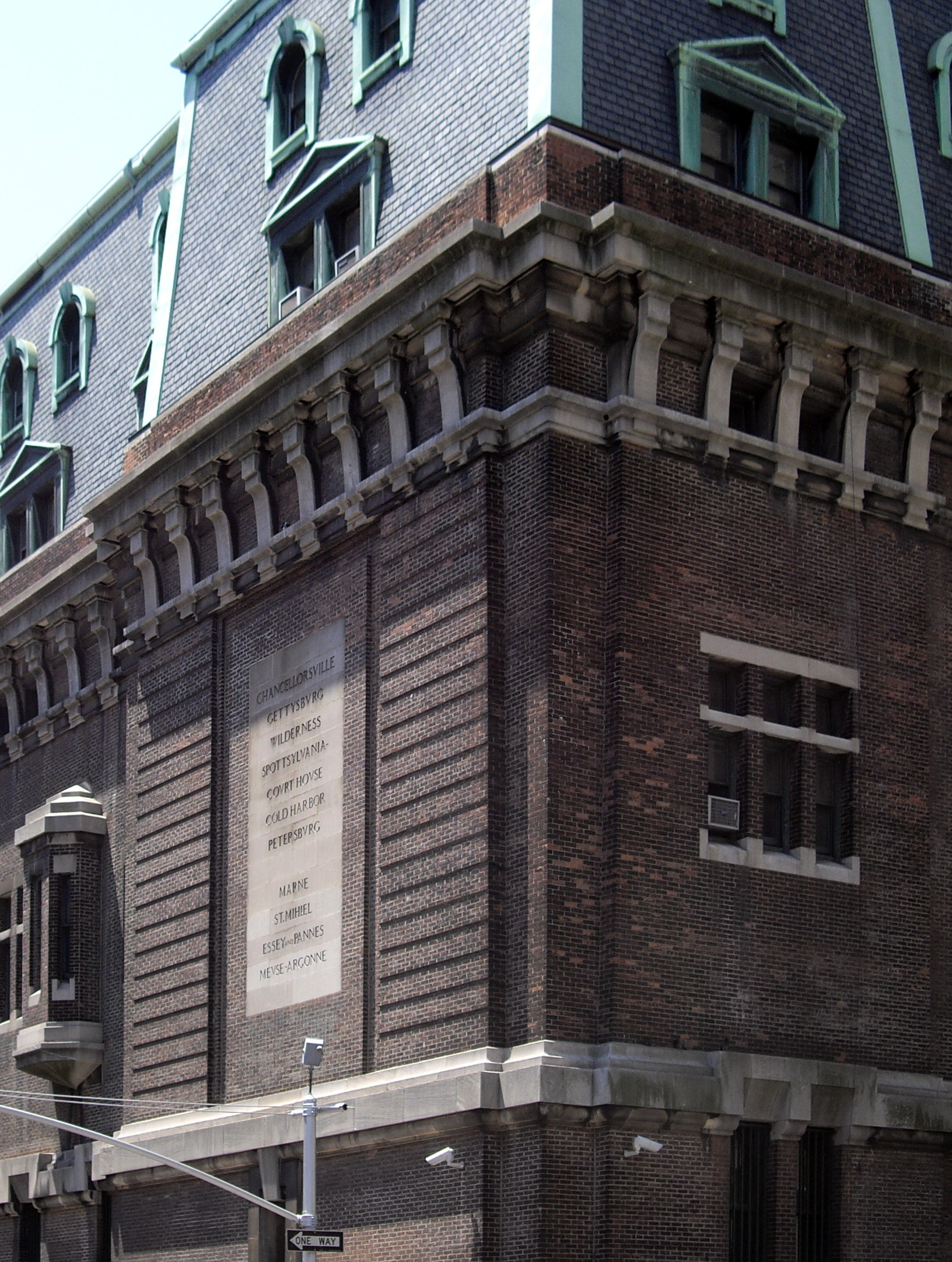
Geveldetail
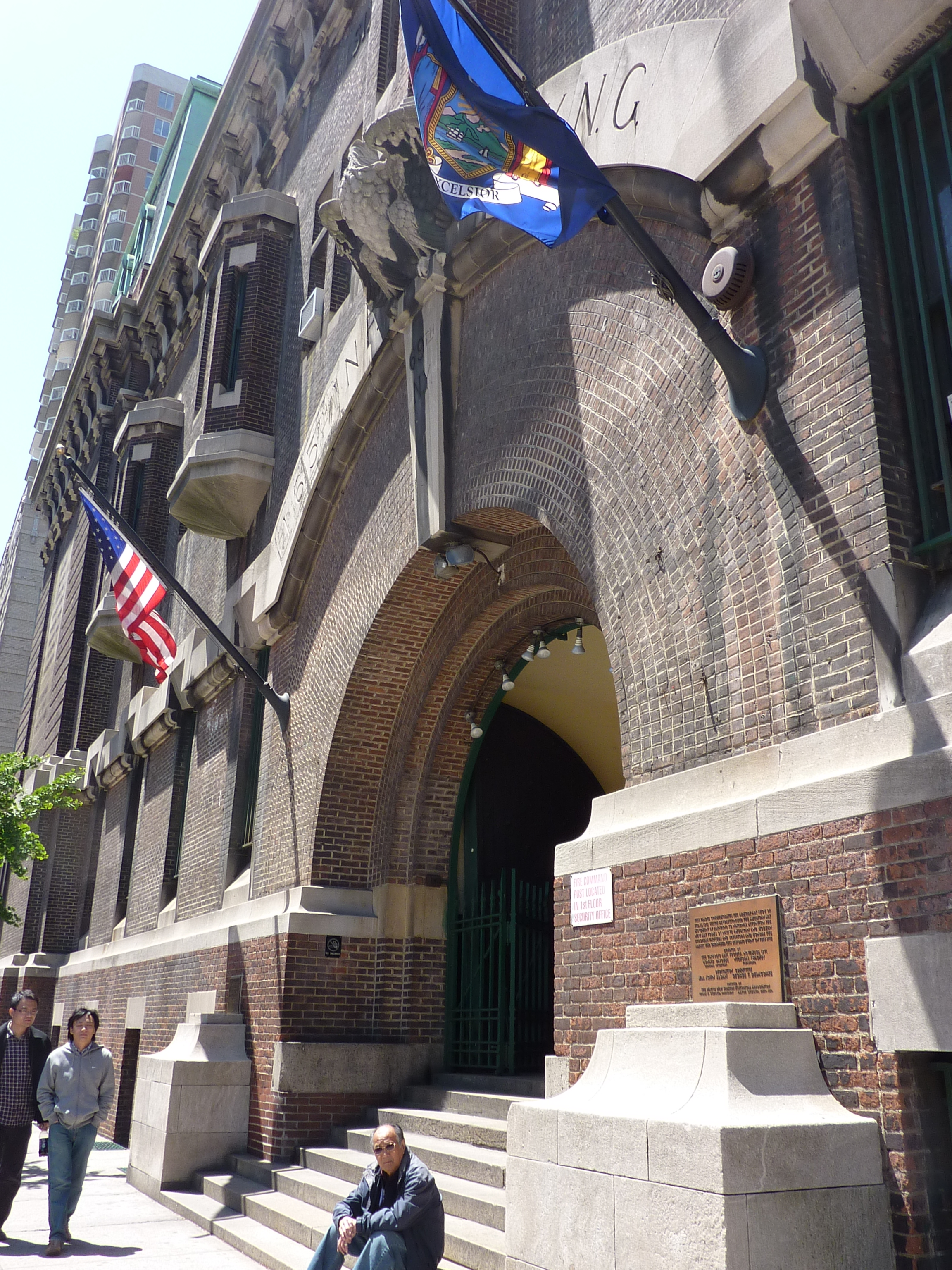
Hoofdingang
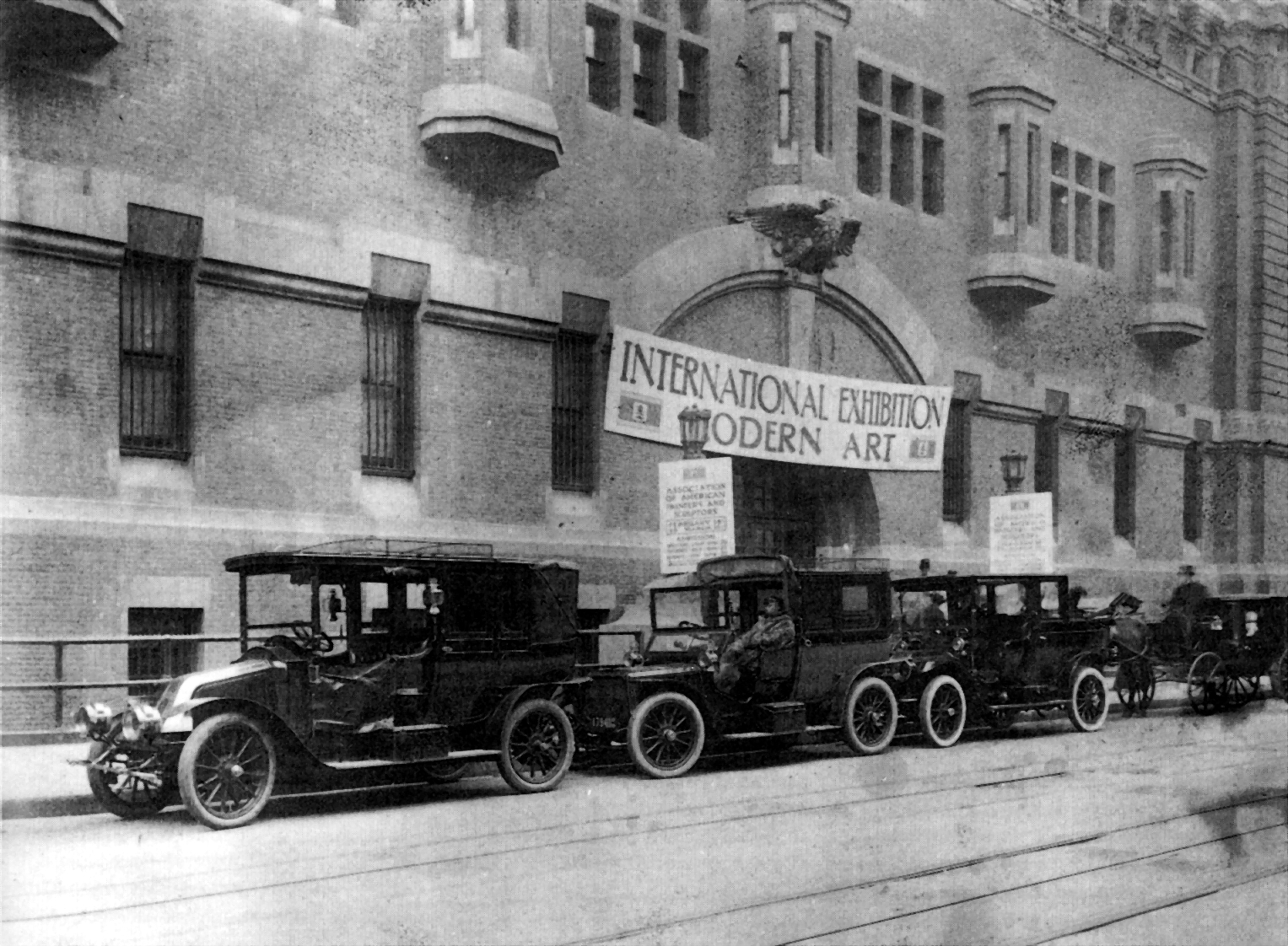
Armory Show, 1913